# Narcisa de Jesús (ciudad)
Narcisa de Jesús, también conocida como Nobol, es una ciudad ecuatoriana, cabecera cantonal del Cantón Nobol, perteneciente a la Provincia de Guayas. Se localiza al centro de la región litoral del Ecuador, a orillas del río Daule.
En el censo de 2022 tenía una población de 10 010 habitantes, lo que la convierte en la nonagésima novena ciudad más poblada del país. Forma parte del área metropolitana de Guayaquil, pues su actividad económica, social y comercial está fuertemente ligada a Guayaquil, siendo ciudad dormitorio para cientos de personas que se trasladan a Guayaquil por vía terrestre. El conglomerado alberga a 3 618 450 habitantes y ocupa la primera posición entre las conurbaciones del Ecuador.

## Símbolos

### Bandera
Está compuesta de dos franjas: Un tercio de color verde, símbolo de la esperanza, pues se espera mejores días para nuestro querido Cantón. En la parte superior de esta franja, una estrella de cinco puntas, simboliza la insigne figura universal, nuestra coterránea Santa Narcisa de Jesús Martillo Moran. Las dos terceras partes de color blanco, representan la pureza y honradez del pueblo noboleño; a esta franja llega un rayo de color verde, con un rayo interior de color blanco, simbolizando el aliento espiritual de Narcisa a nuestras vidas y que además ilumina nuestras mentes y campos.

### Escudo
Tiene el mismo autor y aprobación que la bandera. En la parte superior observamos una aureola que significa el privilegio del pueblo noboleño de poseer una Santa.  En el interior del Escudo, un tercio superior, es de fondo azul, símbolo de la limpieza de nuestro cielo y de la claridad de nuestros pensamientos. En la parte inferior de esta sección destacan elevaciones que nos indican la existencia de cerros que orlan nuestro Cantón.En la sección inferior derecha del Escudo, nace desde los cerros un río representando al caudaloso Daule que baña nuestras llanuras haciéndolas fértiles. En sus riberas, árboles frutales y sembríos. También hay una cornucopia, símbolo de la abundancia de los productos tropicales del Cantón. La sección inferior izquierda del Escudo, tiene como fondo los colores de la bandera, en la parte verde, el árbol de guayabo, recordándonos el sitio donde nació y donde oraba Narcisa. Igualmente contiene un ave y diversos animales, como símbolo de fuente avícola y ganadera. En la parte central del Escudo y sobre las secciones anteriores resalta la imagen de la Santa Narcisa.

## Toponimia
El nombre de Nobol, se cree que viene de una remota tradición, transmitida de boca en boca, desde el siglo pasado hasta estos días, que cuenta: Que cuando estas tierras eran parajes ocultos, apareció en una balsita de boyas un rústico campesino llamado  Francisco Nobol, le gustó la zona, acoderó su sedentaria embarcación desembarcó, tomó posesión de la tierra, construyó una chocita, en la parte donde desemboca el estero de Bijagual; inició sus trabajos agrícola, cuando las mieses estuvieron maduras recogió sus  cosechas,  y en la citada balsita se dirigía a la Ciudad de Daule a vender el fruto de su trabajo.  En el transcurso del tiempo conquistó a una compañera, la trajo a su casa, y comenzó para Él una nueva  vida.
Su unión conyugal dio fruto, tuvieron un  hijito varón que llevó el nombre de su progenitor (Francisco).  Los vecinos de las riveras del río por un sentimiento de aprecio y de cariño al hogar de su amigo, optaron llamar al bebé por Nobolito.
Este acto, disgustó sobremanera al indígena, tomándolo como ofensa a la familia y el día menos pensado agarró su balsita, recogió sus pertenencias, embarcó a su familia,  abandonó la comarca y desapareció para siempre, esfumándose la prueba del nombre villorrio.

## Gobierno municipal
La ciudad de Narcisa de Jesús y el cantón Nobol, al igual que las demás localidades ecuatorianas, se rige por una municipalidad según lo estipulado en la Constitución Política Nacional. La Alcaldía de Nobol es una entidad de gobierno seccional que administra el cantón de forma autónoma al gobierno central. La municipalidad está organizada por la separación de poderes de carácter ejecutivo representado por el alcalde, y otro de carácter legislativo conformado por los miembros del concejo cantonal.

## Demografía
Grupos étnicos según el censo ecuatoriano de 2010:
- Mestizos: 50.4%
- Montuvios: 38.0%
- Afroecuatorianos: 6.4%
- Blancos: 4.8%
- Indígenas: 0.2%
- Otros: 0.2%